# Terra di nessuno (Francesco De Gregori)
Terra di nessuno è il decimo album in studio del cantautore italiano Francesco De Gregori, pubblicato nel 1987.

## Descrizione
L'immagine di copertina è un particolare del quadro Zwei Modelle del pittore espressionista tedesco Karl Hubbuch (1891-1979).
"Mimì sarà" è stata cantata anche da Mia Martini, al secolo Domenica Bertè, nota anche con il diminutivo di Mimì.

## Tracce
Testi e musiche di Francesco De Gregori.
Lato A
1. Il canto delle sirene – 6:39
2. Pilota di guerra – 4:26
3. Capatàz – 3:23
4. Pane e castagne – 4:04

Durata totale: 18:32
Lato B
1. Nero – 2:52
2. Mimì sarà – 5:07
3. Spalle larghe – 3:29
4. I matti – 3:31
5. Vecchia valigia – 4:00

Durata totale: 18:59

## Formazione
- Francesco De Gregori – voce
- Aldo Banfi – tastiera
- Guido Guglielminetti – basso
- Vincenzo Mancuso – chitarra
- Elio Rivagli – batteria, percussioni
- Gilberto Martellieri – tastiera, pianoforte, armonica
- Riccardo Sasso – violino
- Marco Fabbri – violino
- Giovanni Petrella – viola
- Annalisa Petrella – violoncello
- Aida Cooper, Lalla Francia – cori